# Sedum luchuanicum
Sedum luchuanicum là một loài thực vật có hoa trong họ Crassulaceae. Loài này được K.T. Fu miêu tả khoa học đầu tiên năm 1974.